# Chartella papyrea
Chartella papyrea is een mosdiertjessoort uit de familie van de Flustridae. De wetenschappelijke naam van de soort is, als Eschara papyrea, voor het eerst geldig gepubliceerd in 1766 door Peter Simon Pallas.